# Höxterberg
Der Höxterberg ist ein 584 m ü. NHN hoher Berg im Harz. Er liegt nahe Sieber im gemeindefreien Gebiet Harz des niedersächsischen Landkreises Göttingen (Deutschland).

## Geographie

### Lage
Der Höxterberg erhebt sich im Mittelharz und im Naturpark Harz. Sein Gipfel liegt 4,8 km nordöstlich des Ortskerns der Kernstadt von Herzberg am Harz und 3,1 km südsüdwestlich der Dorfkirche des Herzberger Ortsteils Sieber sowie 1,5 km südlich des Fissenkenkopfs (527 m), 1,6 km südsüdwestlich des Adlersberges (593,2 m), 0,9 km westlich der Pagelsburg (540 m), 1,8 km westnordwestlich des Großen Knollens (687,4 m) und 1 km nördlich der Mittelecke (500,1 m). Der Berg geht nach Westnordwesten in die Steile Wand (518,9 m) über und nach Westsüdwesten in den Grimmberg (555 m).
Zwischen dem Höxterberg und der Pagelsburg liegt das Lindental, und zur nordwestlich fließenden Sieber fällt die Landschaft durch das kurze Höxtertal ab. Südöstlich befindet sich auf dem Übergangsbereich zur Mittelcke die Quelle des Eichelngrabens, und südwestlich entspringt der Eichelbach (Eichelnbach).
Auf dem Berg liegen Teile des Landschaftsschutzgebiets Harz (Landkreis Göttingen) (CDDA-Nr. 321403; 2000 ausgewiesen; 300,112 km² groß). Er ist zum größten Teil mit Buchen bewaldet.

### Naturräumliche Zuordnung
Der Höxterberg gehört in der naturräumlichen Haupteinheitengruppe Harz (Nr. 38), in der Haupteinheit Oberharz (380) und in der Untereinheit Südlicher Oberharz (380.8) zum Naturraum Sieberbergland (380.82). Die Landschaft leitet auf dem Übergangsbereich zur Mittelecke nach Südosten in den Naturraum Oderbergland (380.81) über. Sie fällt nach Südwesten durch das Tal des Eichelbachs in den Naturraum Herzberger Vorlandterrassen (376.25) ab und nach Südsüdwesten durch das Tal des Eichelngrabens in den Naturraum Scharzfelder Zechsteinhügel (376.27), die in der Haupteinheitengruppe Weser-Leine-Bergland (37) und dessen Haupteinheit Südwestliches Harzvorland (376) zur Untereinheit Osterode-Herzberger Vorland (376.2) zählen.